# Katrin Gierhake
Katrin Gierhake ist eine deutsche Strafrechtlerin und Rechtsphilosophin. Seit 2013 ist sie Professorin für Strafrecht, Strafprozessrecht und Rechtsphilosophie an der Universität Regensburg.

## Leben
Nach dem Abitur im Jahr 1992 absolvierte Katrin Gierhake zunächst eine Ausbildung zur Bankkauffrau. Nach ihrem anschließenden Jurastudium an der Universität Trier, das sie im Jahr 1999 abschloss, erfolgte eine Tätigkeit als wissenschaftliche Mitarbeiterin an der Universität Bonn (bei Rainer Zaczyk). An der Universität Bonn entstand auch ihre Dissertation, in der Gierhake sich mit völkerstrafrechtlichen Implikationen der Rechtslehre Immanuel Kants auseinandersetzt. Hierauf folgten das Referendariat und das zweite Staatsexamen sowie anschließend daran die ebenfalls an der Universität Bonn abgeschlossene Habilitation, in der sie sich vor dem Hintergrund ideengeschichtlicher Erörterungen mit dem Thema legitimer Terrorismusprävention beschäftigt. Seit 2013 hat sie den Lehrstuhl für Strafrecht, Strafprozessrecht und Rechtsphilosophie an der Universität Regensburg inne (W3).

## Veröffentlichungen (Auswahl)
- Begründung des Völkerstrafrechts auf der Grundlage der Kantischen Rechtslehre, Berlin, Duncker und Humblot, 2005 (Dissertation)
- Der Zusammenhang von Freiheit, Sicherheit und Strafe im Recht, eine Untersuchung zu den Grundlagen und Kriterien legitimer Terrorismusprävention, Berlin, Duncker und Humblot, 2013 (Habilitation)